# Xanthoparmelia inconspicuella
Xanthoparmelia inconspicuella är en lavart som beskrevs av Elix. Xanthoparmelia inconspicuella ingår i släktet Xanthoparmelia och familjen Parmeliaceae.   Inga underarter finns listade i Catalogue of Life.